# گیوم شیفمن
گیوم شیفمن (انگلیسی: Guillaume Schiffman) یک فیلم‌بردار اهل فرانسه است. وی از سال ۱۹۷۰ میلادی تاکنون مشغول فعالیت بوده‌است.
از فیلم‌ها یا برنامه‌های تلویزیونی که وی در آن نقش داشته است می‌توان به دو دختر انگلیسی و مرد اروپایی، کالبدشناسی دوزخ و آرتیست اشاره کرد.
وی برنده جایزه بفتا بهترین فیلم‌برداری در سال ۲۰۱۱ و جایزه سزار بهترین فیلم‌برداری در سال ۲۰۱۲ شده است.